# Dictenidia sichuanensis
Dictenidia sichuanensis är en tvåvingeart som beskrevs av Yang 1989. Dictenidia sichuanensis ingår i släktet Dictenidia och familjen storharkrankar. Inga underarter finns listade i Catalogue of Life.